# 볼보 FMX
볼보 FMX(영어: Volvo FMX, "Forward control Medium Xtreme")는 볼보트럭이 생산하는 대형 트럭으로 2010년에 처음 출시되었다.

## 소개
2010년에 볼보 FM을 기반으로 출시되었다. 전 차종의 경우 유로 5 엔진을 탑재하며 디젤 엔진의 경우 D11, D13 모델 선택이 가능했다. 최초 출시 당시 유럽에서 먼저 출시가 되었으나 2011년부터 전 세계로 확대했다. 2013년에 마이너 체인지가 되면서 D13 모델의 경우 최대 540 마력의 출력을 가지고 있으며 유로 6 엔진을 탑재하게 되었다.

## 사진

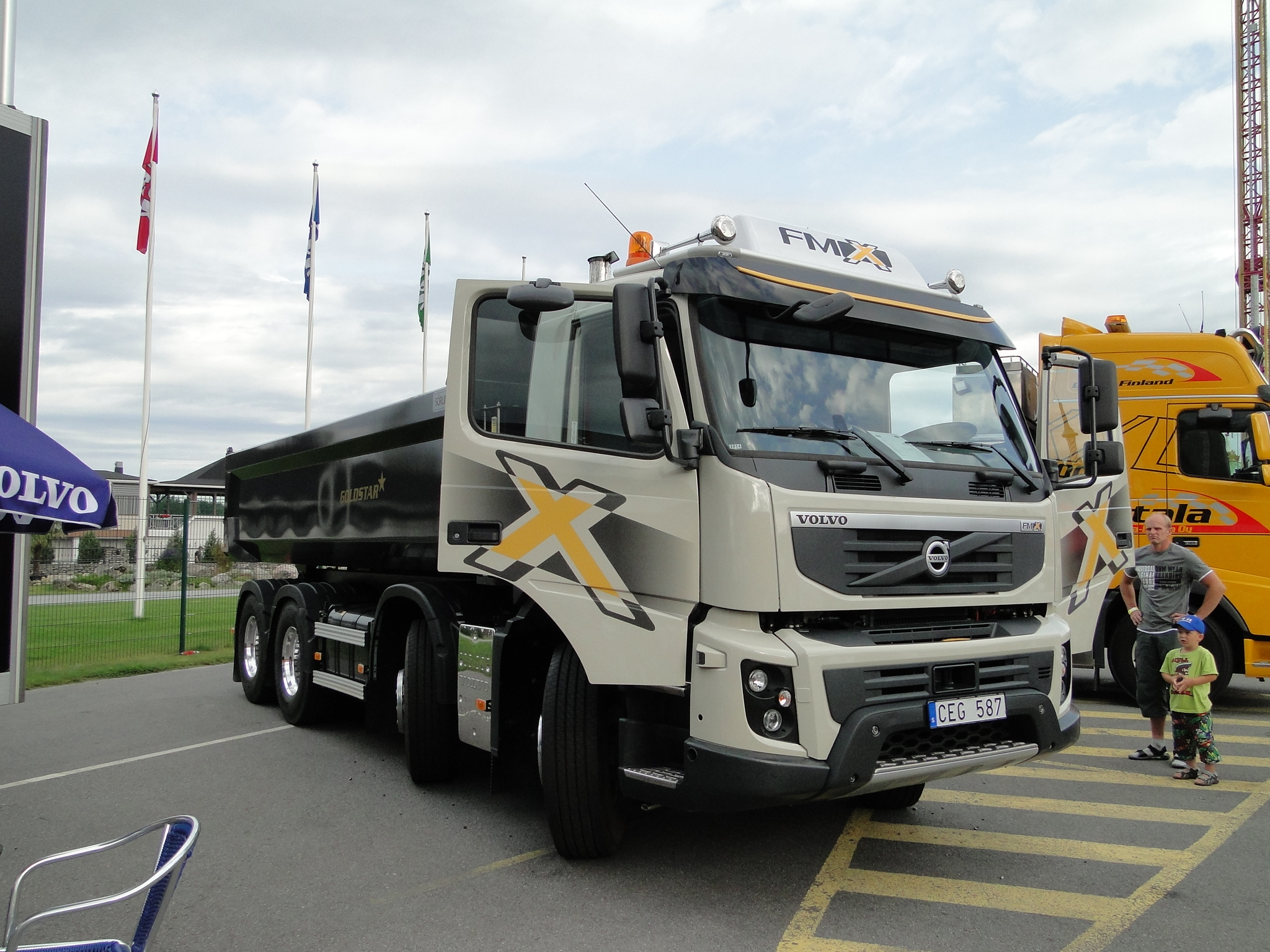
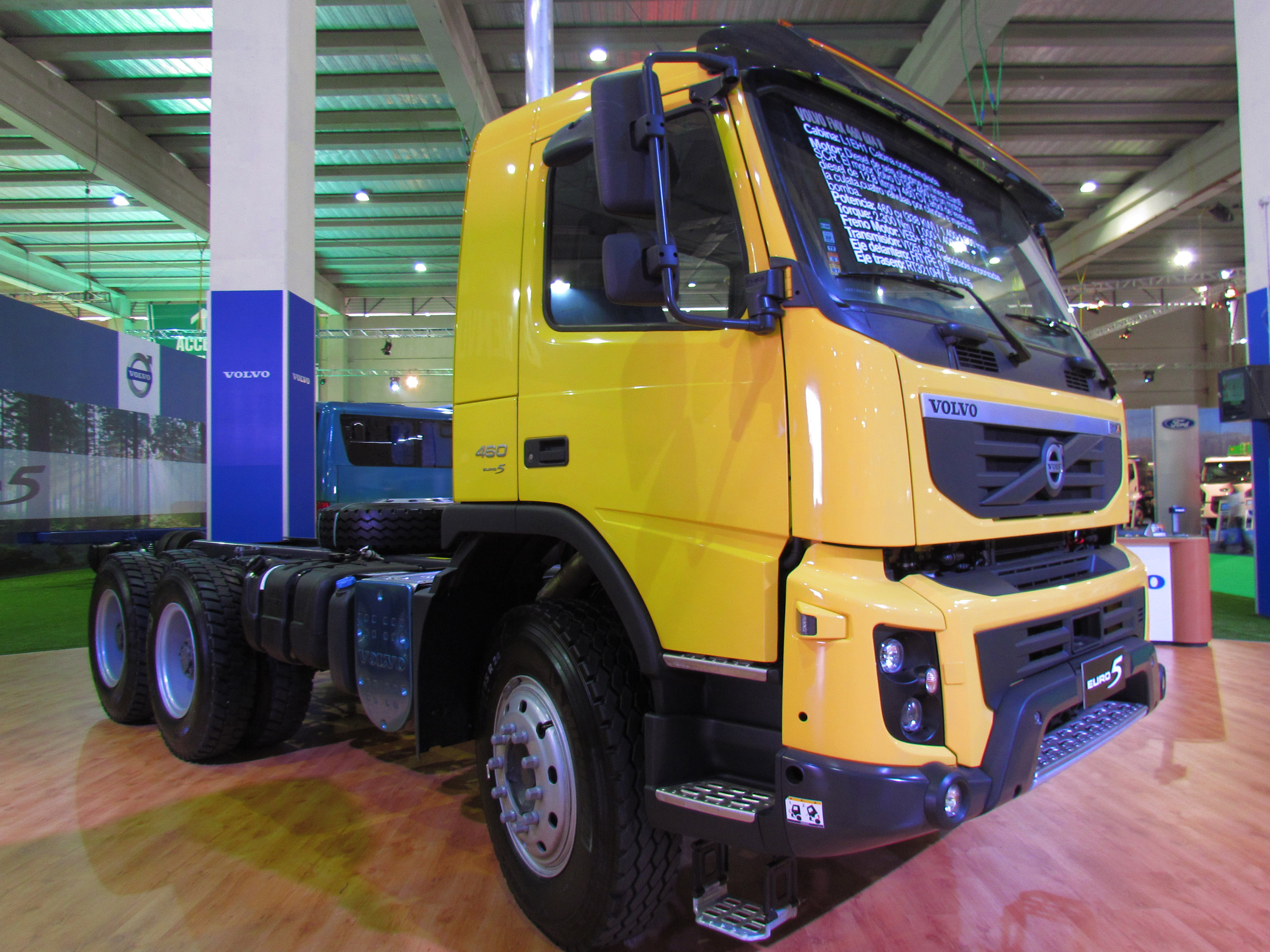
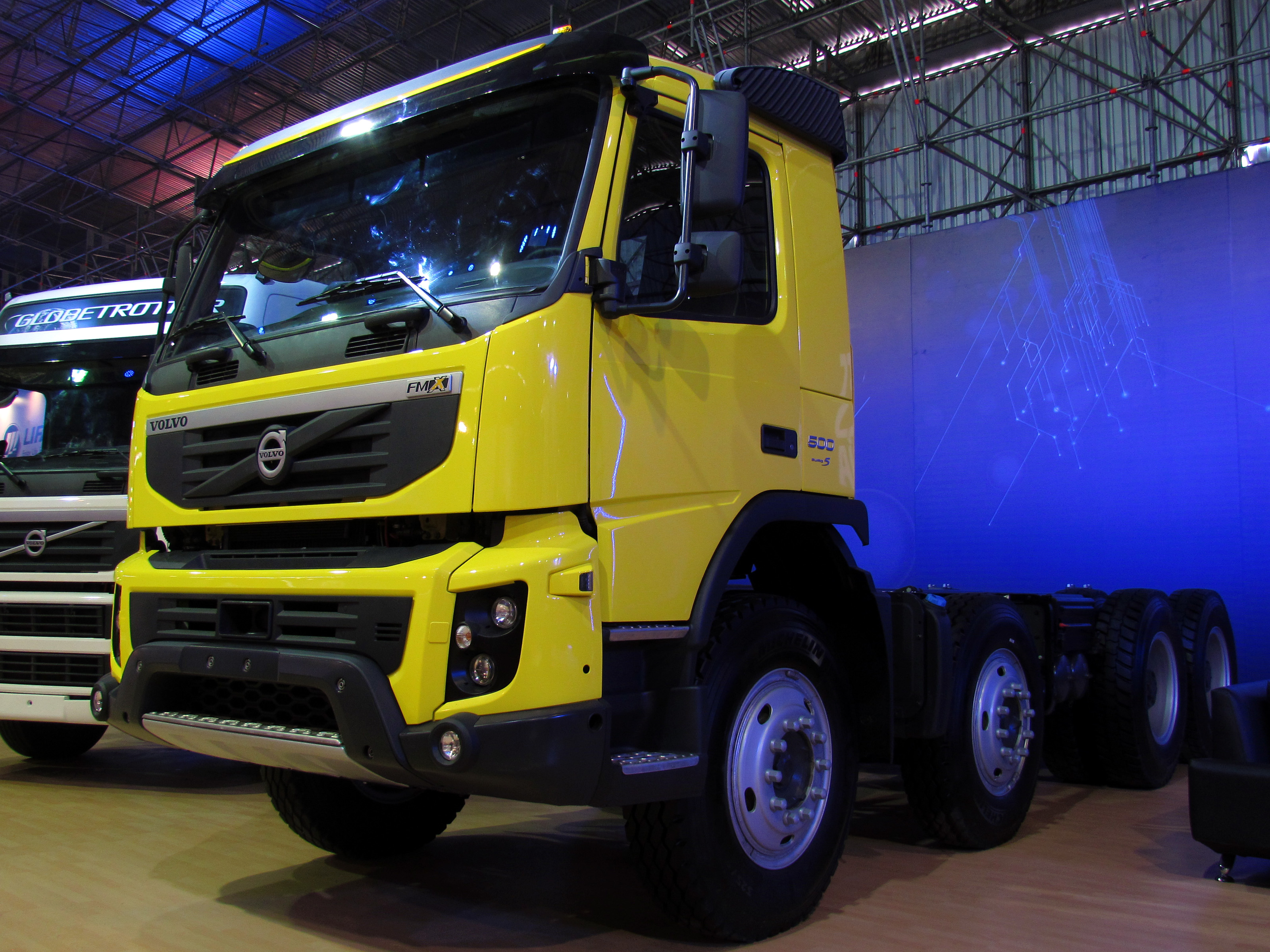
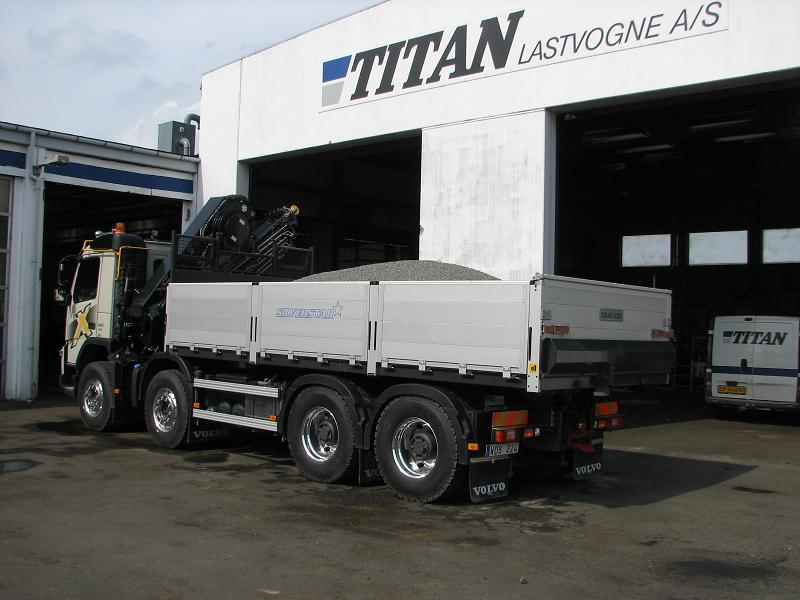
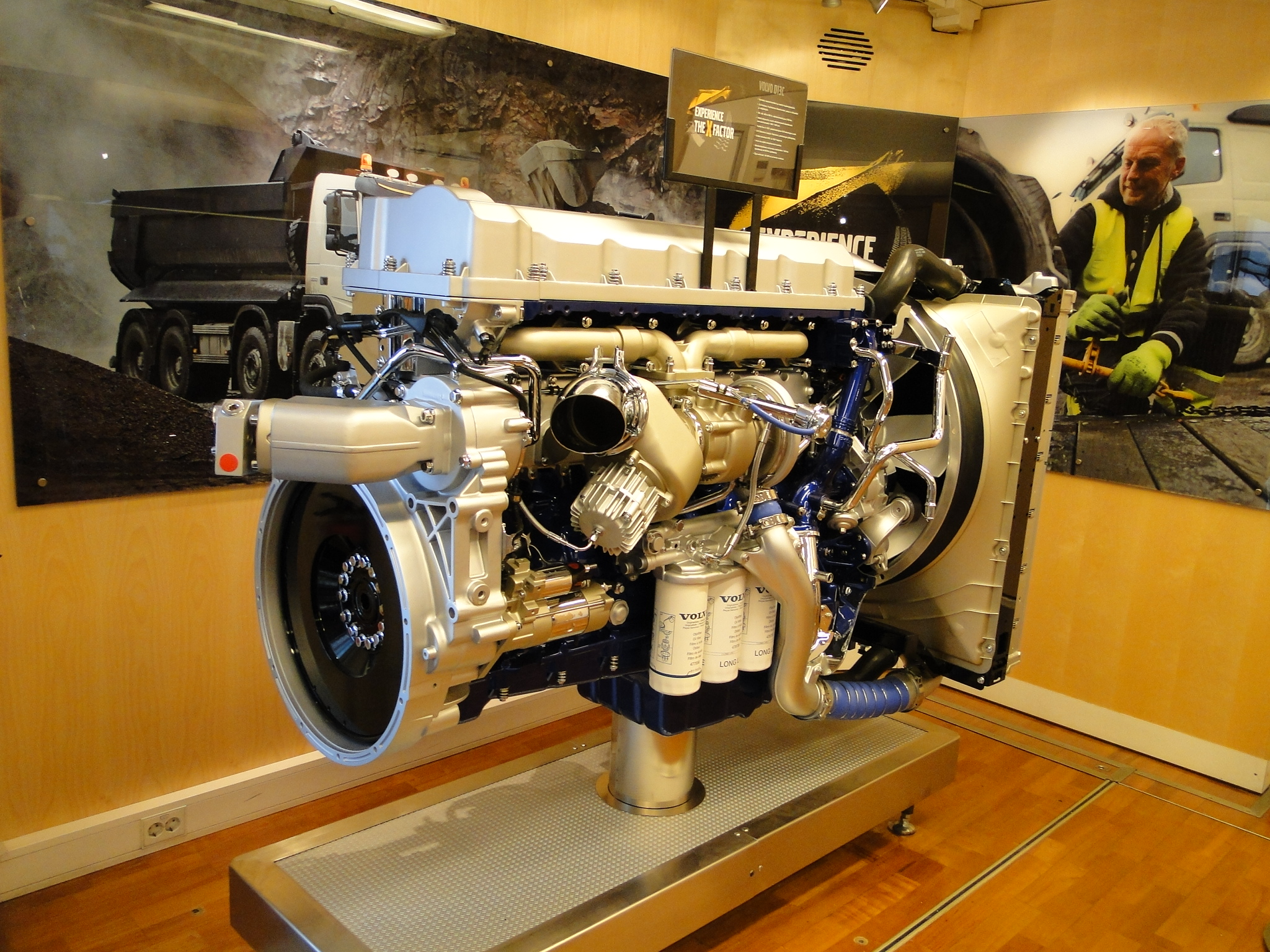
D13C 디젤 엔진